# Scotogramma
Scotogramma é um gênero de traça pertencente à família Arctiidae.